# Jamke Cheema
Jamke Cheema ou Jamke Chima (en ourdou : جامکے) est une ville pakistanaise située dans le district de Sialkot, dans le nord de la province du Pendjab. C'est la cinquième plus grande ville du district. Elle est située à près de vingt kilomètres au sud-ouest de Sialkot et dix kilomètres au nord-est de Daska.
La population de la ville a été multipliée par plus de deux entre 1972 et 2017 selon les recensements officiels, passant de 12 780 habitants à 28 603. Entre 1998 et 2017, la croissance annuelle moyenne s'affiche à 1,8 %, inférieure à la moyenne nationale de 2,4 %. Selon le recensement de 2023, la population de la ville monte à 30 698 habitants.
|            | 1972 (rec.) | 1981 (rec.) | 1998 (rec.) | 2017 (rec.) | 2023 (rec.) |
| ---------- | ----------- | ----------- | ----------- | ----------- | ----------- |
| Population | 12 780      | 14 848      | 20 474      | 28 603      | 30 698      |